# تپه دیناروند سفلی
تپه دیناروند سفلی در شهرستان خرم‌آباد، بخش مرکزی، دهستان کرگاه شرقی، ر وستای دیناروند سفلی واقع شده و این اثر در تاریخ ۲۲ اسفند ۱۳۸۵ با شمارهٔ ثبت ۱۸۱۳۴ به‌عنوان یکی از آثار ملی ایران به ثبت رسیده است.